# Arisaema austroyunnanense
Arisaema austroyunnanense är en kallaväxtart som beskrevs av Hen Li. Arisaema austroyunnanense ingår i släktet Arisaema och familjen kallaväxter. Inga underarter finns listade.